# یوسوکه موری
یوسوکه موری (انگلیسی: Yōsuke Mori؛ زادهٔ ۲۵ ژوئیهٔ ۱۹۸۵) بازیکن فوتبال اهل ژاپن است.